# Albategnius (cratera)

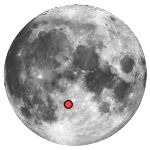
Localização de Albategnius na Lua.

Albategnius é uma antiga cratera localizada na região montanhosa central da Lua. É assim nomeada em homenagem ao astrônomo muçulmano e cientista Al-Battani. O nível interior forma um plano murado, cercado pela alta borda em terraços. A parede externa tem algo de forma hexagonal, e foi muito erodida com impactos, vales e deslizamentos de terras. Ela tem uma altura de mais de 4.000 metros ao longo da face nordeste. A borda é quebrada a sudoeste pela cratera menor Klein.
Deslocado para oeste do ponto-médio da cratera está o pico central de Albategnius. Essa formação é designada Alpha (α) Albategnius. Ela é mais longa em extensão na direção norte-sul, se estendendo por menos de 20 km, e tem uma largura de aproximadamente a metade daquilo. O pico cresce para uma atitude de aproximadamente 1,5 km, e há uma pequena, relativamente nova cratera no topo.
Albategnius está localizada ao sul da cratera Hipparchus e a leste de Ptolemaeus e Alphonsus. A superfície nesta área é marcada por um conjunto de marcas praticamente paralelas que formam canais correndo exatamente em uma linha norte-sul, com uma ligeira curva para sudeste.
Acredita-se que Albategnius tenha tido suas características proeminentemente em um desenho em rascunho de Galileo em seu livro Sidereus Nuncius publicado em 1610, aparecendo ao longo do terminador lunar.

## Crateras-Satélite
Por  convenção essas formações são identificadas em mapas lunares por posicionamento da letra no local do ponto médio da cratera que é mais próximo de Albategnius.
| Albategnius | Latitude | Longitude | Diâmetro |
| ----------- | -------- | --------- | -------- |
| A           | 8.9° S   | 3.2° E    | 7 km     |
| B           | 10.0° S  | 4.0° E    | 20 km    |
| C           | 10.3° S  | 3.7° E    | 6 km     |
| D           | 11.3° S  | 7.1° E    | 9 km     |
| E           | 12.9° S  | 6.4° E    | 14 km    |
| G           | 9.4° S   | 1.9° E    | 15 km    |
| H           | 9.7° S   | 5.2° E    | 11 km    |
| J           | 11.1° S  | 6.2° E    | 7 km     |
| K           | 9.9° S   | 2.0° E    | 10 km    |
| L           | 12.1° S  | 6.3° E    | 8 km     |
| M           | 8.9° S   | 4.2° E    | 9 km     |
| N           | 9.8° S   | 4.5° E    | 9 km     |
| O           | 13.2° S  | 4.2° E    | 5 km     |
| P           | 12.9° S  | 4.5° E    | 5 km     |
| S           | 13.3° S  | 6.1° E    | 6 km     |
| T           | 12.6° S  | 6.1° E    | 9 km     |

### Obras em língua portuguesa
- Freitas Mourão, Ronaldo Rogério de (2008). Dicionário Enciclopédico de Astronomia e Astronáutica. Lexicon. ISBN 9788586368356

### Obras em língua inglesa
- Andersson, L. E.; Whitaker, E. A., (1982). NASA Catalogue of Lunar Nomenclature. [S.l.]: NASA RP-1097
- Blue, Jennifer (25 de julho de 2007). «Gazetteer of Planetary Nomenclature». USGS. Consultado em 5 de agosto de 2007
- B. Bussey; P. Spudis (2004). The Clementine Atlas of the Moon. New York: Cambridge University Press. ISBN 0-521-81528-2
- Cocks, Elijah E.; Cocks, Josiah C. (1995). Who's Who on the Moon: A Biographical Dictionary of Lunar Nomenclature. [S.l.]: Tudor Publishers. ISBN 0-936389-27-3
- McDowell, Jonathan (15 de julho de 2007). Lunar Nomenclature (Relatório). Jonathan's Space Report. Consultado em 24 de outubro de 2007
- Menzel, D. H.; Minnaert, M.; Levin, B.; Dollfus, A.; Bell, B. (1971). «Report on Lunar Nomenclature by The Working Group of Commission 17 of the IAU». Space Science Reviews. 12. 136 páginas
- Moore, Patrick (2001). On the Moon. [S.l.]: Sterling Publishing Co. ISBN 0-304-35469-4
- Price, Fred W. (1988). The Moon Observer's Handbook. [S.l.]: Cambridge University Press. ISBN 0521335000
- Rükl, Antonín (1990). Atlas of the Moon. [S.l.]: Kalmbach Books. ISBN 0-913135-17-8
- Webb, Rev. T. W. (1962). Celestial Objects for Common Telescopes 6th revision ed. [S.l.]: Dover. ISBN 0-486-20917-2
- Whitaker, Ewen A. (1999). Mapping and Naming the Moon. [S.l.]: Cambridge University Press. ISBN 0-521-62248-4
- Wlasuk, Peter T. (2000). Observing the Moon. [S.l.]: Springer. ISBN 1852331933